# Litoria cooloolensis
Litoria cooloolensis är en groddjursart som beskrevs av Liem 1974. Litoria cooloolensis ingår i släktet Litoria och familjen lövgrodor. IUCN kategoriserar arten globalt som starkt hotad. Inga underarter finns listade i Catalogue of Life.